# 加瓦机场
加瓦机场（英語：Gaua Airport）是瓦努阿图托尔巴省班克斯群岛中的加瓦岛上的一个机场。 

## 航空公司及目的地
- 瓦努阿圖 （盧甘維爾、莫塔薩熔岩、薩拉）